# Hygieia
Trong tiếng Hy Lạp cũng như thần thoại La Mã, Hygieia (cũng là Hygiea hoặc Hygeia; Hy Lạp cổ đại: ὙγὙγεί hoặc α, Latin: Hygēa hoặc Hygīa), là một trong những Aeclepiadae; con trai và con gái của thần y Asclepius và nữ thần chữa bệnh Epione. Cô ấy là nữ thần / nhân cách hóa sức khỏe (tiếng Hy Lạp: ὑγίεια - hugieia ), sạch sẽ và vệ sinh.
| Đỉnh Olympus |

| Asclepius và Epione |

| Iaso, Panacea, Aceso, Aglaea |

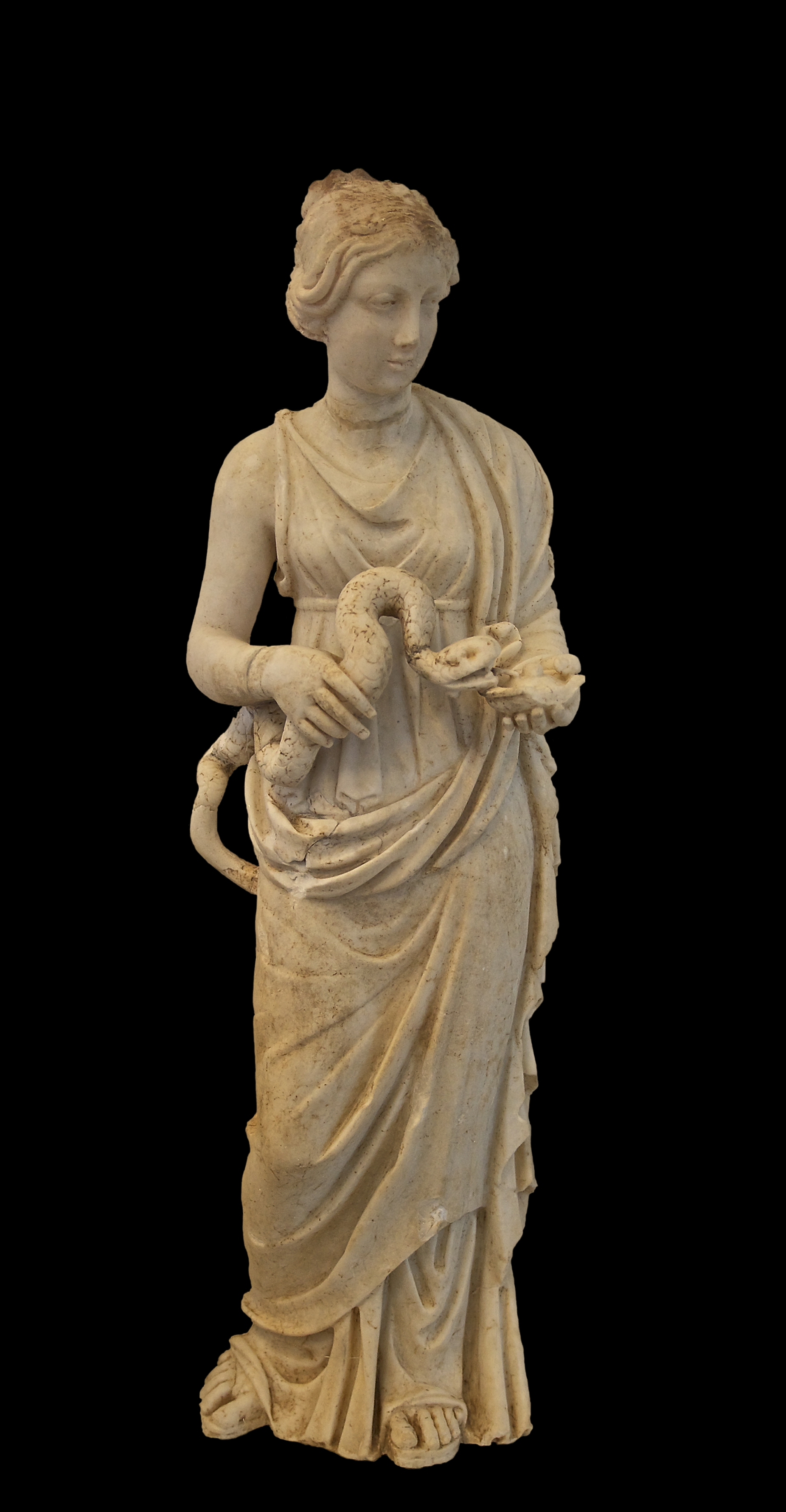
nữ thần Hygieia'+Trụ trì
+Cha mẹ
+Anh chị em ruột
+Tương đương La Mã
Người phục vụ, Salus

Hygieia của Alexander Handyside Ritchie, Đại học Bác sĩ, Phố Queen, Edinburgh
Hygieia cũng như bốn chị em của cô, mỗi người thể hiện một khía cạnh của nghệ thuật Apollo: Hygieia ("Vệ sinh" nữ thần/nhân cách hóa sức khỏe, sạch sẽ và vệ sinh); Panacea (nữ thần của phương thuốc phổ quát); Iaso (nữ thần phục hồi bệnh tật); Aceso (nữ thần của quá trình chữa bệnh); và Aglaïa (nữ thần của sắc đẹp, lộng lẫy, vinh quang, tráng lệ và tô điểm).
Hygieia cũng đóng một phần quan trọng trong giáo phái của cha cô. Trong khi cha cô có liên quan trực tiếp hơn đến việc chữa bệnh, cô có liên quan đến việc ngăn ngừa bệnh tật và nâng cao sức khỏe. Tên của cô là nguồn gốc của từ "vệ sinh" (hygience trong tiếng Anh).
Hygieia được người La Mã nhập khẩu với tư cách là nữ thần Valetudo, nữ thần sức khỏe cá nhân, nhưng theo thời gian, cô bắt đầu ngày càng được đồng nhất với nữ thần phúc lợi.

## Lịch sử
Tại Athens, Hygieia là chủ đề của một giáo phái địa phương kể từ ít nhất là vào thế kỷ thứ 7 trước Công nguyên.  "Athena Hygieia" là một trong những danh hiệu sùng bái được trao cho Athena, khi Plutarch kể lại việc xây dựng đền Parthenon (447-432 trước Công nguyên):
Một tai nạn kỳ lạ đã xảy ra trong quá trình xây dựng, điều đó cho thấy nữ thần không ác cảm với công việc, mà là trợ giúp và hợp tác để đưa nó đến sự hoàn hảo. Một trong những nghệ nhân, người làm việc nhanh nhất và nhanh nhất trong số họ, với một cú trượt chân rơi xuống từ độ cao lớn, và nằm trong tình trạng khốn khổ, các bác sĩ không hy vọng hồi phục. Khi Pericles gặp nạn về điều này, nữ thần [Athena] xuất hiện với anh ta vào ban đêm trong một giấc mơ và ra lệnh điều trị, anh ta đã áp dụng, trong một thời gian ngắn và rất dễ dàng chữa khỏi cho người đàn ông. Và nhân dịp này, ông đã dựng một bức tượng đồng thau Athena Hygieia, trong tòa thành gần bàn thờ, mà họ nói là đã có trước đó. Nhưng chính Phidias đã rèn hình ảnh của nữ thần bằng vàng và anh ta có tên được khắc trên bệ là công nhân của nó.
Tuy nhiên, sự sùng bái Hygieia như một nữ thần độc lập chỉ bắt đầu lan rộng khi nhà tiên tri Delphic nhận ra cô, và sau trận dịch hạch tàn khốc ở Athens (430-427 trước Công nguyên) và tại Rome vào năm 293 trước Công nguyên.
Vào thế kỷ thứ 2 sau Công nguyên, Pausanias đã ghi nhận các bức tượng cả Hygieia và Athena Hygieia gần lối vào Acropi của Athens.

## Thờ cúng
"Hugieia" (ύγεί: sức khỏe) đã được sử dụng như một lời chào giữa những người Pythagore.Trong tiếng Hy Lạp cũng như thần thoại La Mã , Hygieia (cũng là Hygiea hoặc Hygeia ; Hy Lạp cổ đại : ὙγὙγεί hoặc α , Latin : Hygēa hoặc Hygīa ), là một trong những Aeclepiadae;
Những ngôi đền chính của Hygieia là ở Epidaurus, Corinth, Cos và Pergamon. Pausanias nhận xét rằng, tại Asclepieion của Titane ở Sicyon (được thành lập bởi Alexanor, cháu trai của Asclepius), các bức tượng của Hygieia được bao phủ bởi tóc của phụ nữ và những bộ quần áo Babylon. Theo các bản khắc, sự hy sinh tương tự đã được cung cấp tại Paros.
Ariphron đã viết một bài thánh ca nổi tiếng để ca ngợi bà. Tượng Hygieia được tạo ra bởi Scopas, Bryaxis và Timotheus, trong số những người khác, nhưng không có mô tả rõ ràng về những gì họ trông giống như. Cô thường được miêu tả là một phụ nữ trẻ đang cho một con rắn lớn quấn quanh người hoặc uống từ một cái bình mà cô mang theo. Những thuộc tính này sau đó được chấp nhận bởi nữ thần chữa bệnh Gallo-Roman, Sirona. Hygieia đi cùng với anh trai của cô, telesphorus.